# La Laguna del Pedernal
La Laguna del Pedernal är en ort i Honduras.   Den ligger i departementet Departamento de Lempira, i den västra delen av landet, 170 km nordväst om huvudstaden Tegucigalpa. La Laguna del Pedernal ligger 1 077 meter över havet och antalet invånare är 888.
Terrängen runt La Laguna del Pedernal är huvudsakligen kuperad, men söderut är den bergig. Runt La Laguna del Pedernal är det ganska tätbefolkat, med 78 invånare per kvadratkilometer. Närmaste större samhälle är Lepaera, 4,1 km söder om La Laguna del Pedernal.  